# Frigang (teknik)
 For alternative betydninger, se Frigang. (Se også artikler, som begynder med Frigang)
Frigang er et teknisk udtryk for det mellemrum, der er mellem to emner.
Det kan eksempelvis være, at man kan bevæge et tandhjul lidt, inden det påvirker det næste tandhjul. Frigangen må ikke være for lille, da belastningen på lejerne så øges. Samtidigt må den ikke være for stor, da tænderne så kan kamme over, det vil sige, at de springer forbi hinanden, uden at det næste tandhjul drejes.
Vedrørende køretøjer forveksles frigang ofte med frigear, hvor køretøjet triller, men hvor tandhjulene ikke rører ved hinanden, eller med tomgang, hvor køretøjet holder stille med motoren startet.
Andre steder med frigang er for eksempel på bremsepedalen i en bil, der har lidt frigang, inden bremsesystemet aktiveres. Dette forhindrer en permanent svag bremsning, der slider bremserne op eller opvarmer dem med effekttab til følge.
Frigang bruges også om skibes afstand nedad til havbunden eller opad til broer og beskriver også i visse kredse afstanden fra en bils bund til vejen eller til forhindringer på denne.